# Vachtangovovo divadlo
Vachtangovovo divadlo (rusky Государственный академический театр имени Е. Вахтангова, Státní akademické divadlo Jevgenije Vachtangova) je divadlo sídlící v Moskvě, hlavním městě Ruska.
Založeno bylo v roce 1921 ruským režisérem Jevgenijem Vachtangovem jako jedna ze studiových scén Moskevského akademického uměleckého divadla (MCHAT). Do roku 1926 neslo název „Třetí studio“. Čtyři roky po úmrti Vachtangova (1883–1922) získalo jméno režiséra.
Nejznámější se stalo Vachtangovovo nastudování divadelní hry italského dramatika Carla Gozziho Princezna Turandot. Scéna měla inscenaci na repertoáru několik desetiletí a celkově odehrála na 1 500 repríz.